# 斎藤英四郎
斎藤 英四郎（さいとう えいしろう、1911年11月22日 - 2002年4月22日）は、日本の実業家。新日本製鐵（新日鉄、現・日本製鉄）の元社長。経済団体連合会（経団連）第6代会長。

## 人物
新潟県北蒲原郡安田町（現・阿賀野市）出身。新潟中学校、旧制新潟高等学校を卒業。東京帝国大学法学部（東京大学）の入試に失敗、神戸商業大学に入学するも、翌年、東京帝大経済学部に入学。
経済学部を卒業後、三菱鉱業（現・三菱マテリアル）入社。のち、日本製鐵に移り、八幡製鐵専務、新日鉄専務、副社長などを経て社長。
2002年4月22日、心不全のため死去。90歳没。

## 略歴
- 1935年:三菱鉱業入社。
- 1941年:日本製鐵入社。
- 1970年:新日鉄専務（販売担当）。
- 1973年:新日鉄副社長。
- 1977年:田坂輝敬社長の急逝に伴い新日鉄代表取締役社長に就任。
- 1981年:新日鉄代表取締役会長
- 1987年:新日鉄取締役相談役名誉会長
- 1991年:新日鉄相談役名誉会長
- 1998年:新日鉄社友名誉会長
- 2002年:死去[2]

主に営業を担当。豪放磊落な明るい性格で親しまれた。『大地の子』のモデルとなった上海宝山鋼鉄誕生を新日鉄が支援した際の社長。
1986年、同じ新日鉄の稲山嘉寛の後を継いで第6代経団連会長に就任。1990年、勲一等旭日大綬章受章。また、1998年の長野オリンピックでは（財）長野オリンピック冬季競技大会組織委員会（NAOC）の会長にも歴任。1977年から1995年まで日本ハンドボール協会会長を務めた後、日本ハンドボール協会名誉会長を歴任。1984年から2002年まで日本アルゼンチン協会会長を務めた。
日本経済新聞「私の履歴書」に寄稿し、第23巻に収録されている。

## 叙勲・褒章
- 1967年:藍綬褒章
- 1982年:勲一等瑞宝章
- 1990年:勲一等旭日大綬章
- 1998年:オリンピックオーダー金章
- 2000年:日本棋院から大倉喜七郎賞を受賞
- 2002年:正三位[3]